# Motorsport i Litauen

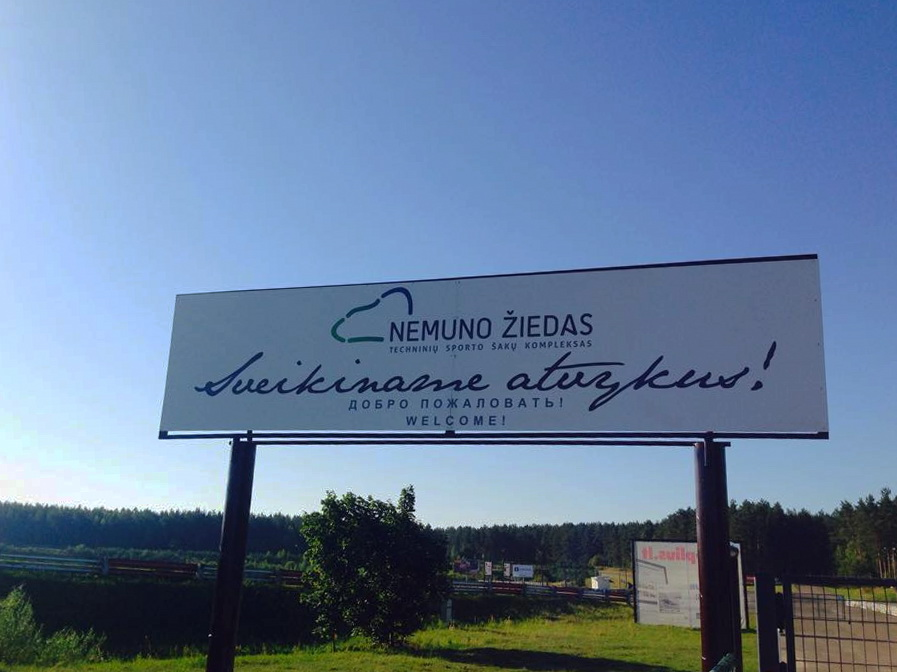
Nemuno žiedas.

Litauen är ett land där motorsport förekommer. Tävlingsverksamheten regleras av LASF (Lithuanian Automobile Sports Associaton) på uppdrag av Fédération Internationale de l'Automobile. 
Mot slutet av 2000-talets första decennium kom Kazimieras Vasiliauskas fram som den första litauiska förare att tävla professionellt på internationell nivå. Han nådde framstående resultat när han vann en tävling i FIA Formel 2 2009 och slutade sammanlagt sjua under säsongen.
Kända banor för bilsport finns till exempel i Kačerginė, banan Nemuno žiedas invigdes 1961, är 3 350 meter lång, och har arrangerat tävlingen BaTCC (Baltic Touring Car Championship). Vilkyčiųbanan i Vilkyškiai utanför Šilutė arrangerar motocross, autocross och rallycross på internationell nivå (2022) Banan har flera olika slingor. Den lokala motorsportsklubben heter ASK Vilkyciai.